# ألكسيس فييرا
ألكسيس فييرا (بالإسبانية: Alexis Viera)‏ (18 أكتوبر 1978 بمونتفيدو في الأوروغواي - ) هو لاعب كرة قدم أوروغواني في مركز حراسة المرمى. لعب مع أمريكا دي كالي وريفر بليت وريفر بليت ونادي راسينغ مونتيفيديو ونادي ميلوناريوس وناسيونال مونتيفيديو وديبورتيفو نوبلينس ‏ وأتلتيكو كالي.

## وصلات خارجية
- ألكسيس فييرا على موقع قاعدة بيانات كرة القدم.إي يو (الإنجليزية)
- ألكسيس فييرا على موقع Soccerway.com (الإنجليزية)
- ألكسيس فييرا على موقع عالم كرة القدم.نت (الإنجليزية)